# Dunning (bos)

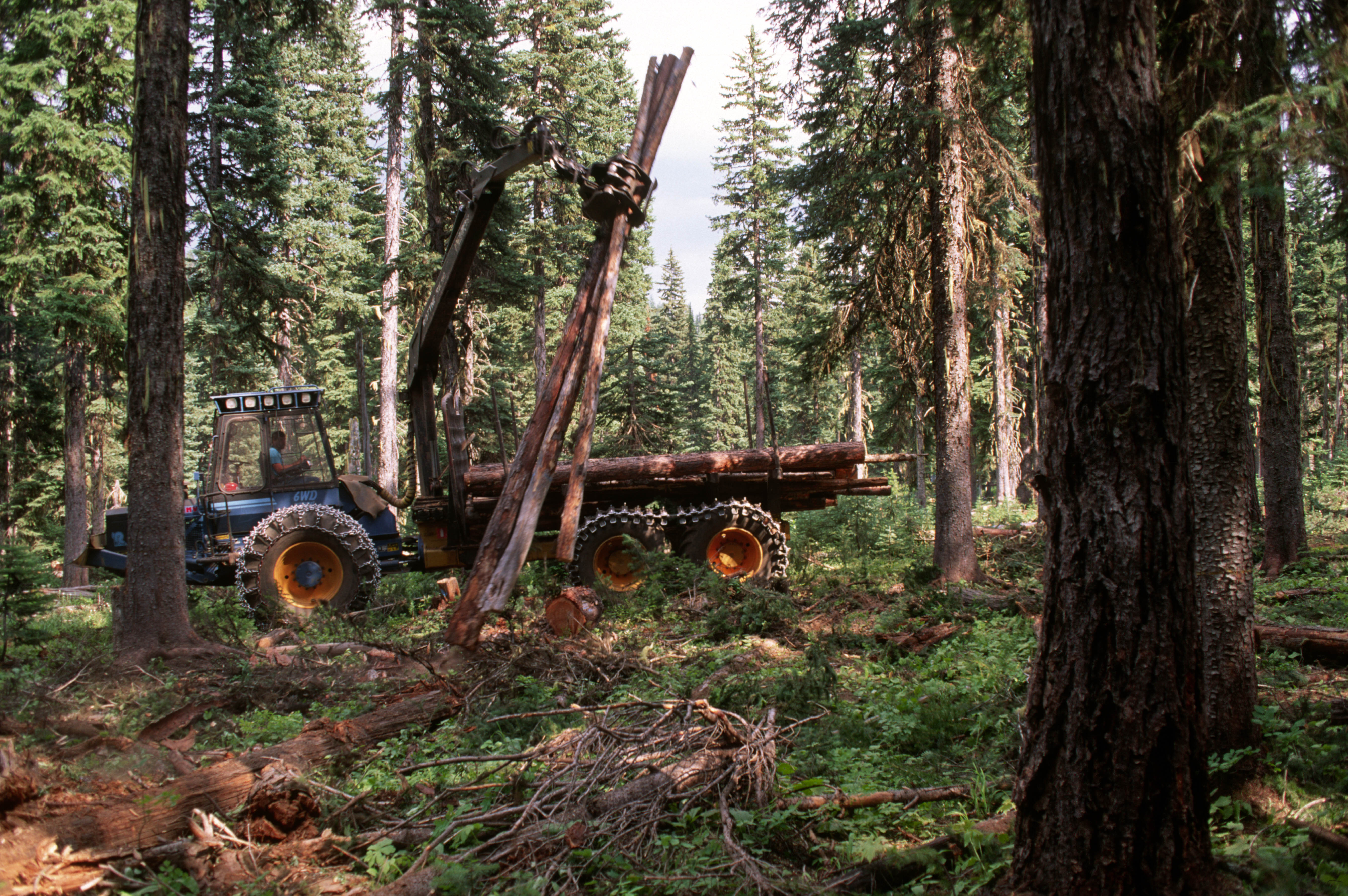
Een naaldbos waar onlangs een dunning heeft plaatsgevonden (Oregon, VS)

Met een dunning bedoelt men in de bosbouw een selectieve velling van bomen in een opstand die concurrentie vormen voor de aanwezige toekomstbomen (geselecteerde bomen die men verder wil laten groeien).  De toekomstbomen krijgen door de dunning meer groeiruimte, licht en voedingsstoffen. Dit bevordert de gewenste groei. Bij dunningen worden doorgaans ook de bomen geveld die door wat voor reden dan ook door natuurlijke factoren zouden sterven.

## Dunningstypen
Er zijn drie typen dunning. Dit zijn laagdunning, hoogdunning en systematische dunning.

### Laagdunning
Bij laagdunning worden de bomen verwijderd die weinig tot geen kans meer hebben om te overleven. Deze bomen verliezen de concurrentie; in natuurlijke opstanden zouden deze ook langzaam wegkwijnen. Ondanks het feit dat deze bomen 'verliezende' bomen toch zullen sterven, benadelen zij wel de vitaalste bomen die de opstand later zullen domineren en het kronendak zullen vormen.

### Hoogdunning
Bij hoogdunning (soms ook veredelingsdunning genoemd) worden de vitale bomen die een concurrentie vormen voor de geselecteerde toekomstbomen geveld, zodat de toekomstbomen extra bevoordeeld worden. Deze dunning grijpt in in het kronendak.

### Systematische dunning
Bij systematische dunning worden de bomen in opstand volgens een vast patroon, in rijen door de opstand, worden geveld.